# Мид, Райчел
Райчел Мид (англ. Richelle Mead; род. 12 ноября 1976, штат Мичиган, США) — американская писательница, работающая в жанрах ужасы, фэнтези, мистика, популярный американский автор городского фэнтези для взрослых и подростков.

## Биография
Райчел Мид родилась и выросла в штате Мичиган (США). Она с детства любила читать и интересовалась мифологией и фольклором.
Получила степень бакалавра по гуманитарным наукам в Университете Мичигана, степень магистра по сравнительному религиоведению в Западном Мичиганском Университете и степень магистра по педагогике в Университете Вашингтона.
В свободное время любит смотреть реалити-шоу по ТВ, путешествовать, пробовать вкусные коктейли и ходить по магазинам. Мид относит себя к настоящим кофеманам, предпочитает ночной образ жизни и любит все эксцентричное и смешное.
Писала и ранее, однако всерьёз сделала писательство своим ремеслом тогда, когда ей удалось опубликовать свою первую книгу — роман «Блюз Суккуба».
Сегодня (2011 год) Райчел живёт в Сиэтле (штат Вашингтон) и работает над продолжениями своих книг.
В 2013 году была издана её книга по вселенной телесериала «Доктор Кто», персонажем которой является Шестой Доктор.

### Серия: Джорджина Кинкейд
1. Падший ангел (Блюз суккуба) (27 февраля 2007)
2. Голод суккуба (18 декабря 2007)
3. Город демонов (2008)
4. Сны суккуба (30 сентября 2008)
5. Ярость суккуба (30 марта 2010)
6. Тень суккуба (30 августа 2010)
7. Разоблачение суккуба (2011)

### Серия:Академия вампиров
1. Охотники и жертвы («Vampire Academy»; 16 августа 2007)
2. Ледяной укус («Frostbite»; 10 апреля 2008)
3. Поцелуй тьмы («Shadow Kiss»; 13 ноября 2008)
4. Кровавые обещания («Blood Promise»; 25 августа 2009)
5. Оковы для призрака («Spirit Bound»; 18 мая 2010)
6. Последняя жертва («Last Sacrifice»; 7 декабря 2010)

### Серия: Кровные узы
1. Принцесса по крови («Bloodlines»; 23 августа 2011)
2. Золотая лилия («The Golden Lily»; 12 июня 2012)
3. Чары Индиго («The Indigo Spell»; 12 февраля 2013)
4. Пламенное сердце («The Fiery Heart»; 19 ноября 2013)
5. Серебряные тени («Silver Shadows»; 29 июля 2014)
6. Рубиновое кольцо («The Ruby Circle»; 10 февраля 2015)

### Серия: Чёрный Лебедь
1. Дитя бури («Storm Born», 2008)
2. Терновая королева («Thorn Queen», 2009)
3. Железная корона («Iron Crowned», 2011)
4. Тень Наследника («Shadow Heir», 2012)

### Серия: Эпоха Икс
1. Клятва истинной валькирии («Gameboard of the Gods»; 4 июня 2013)
2. Гнев истинной валькирии («The Immortal Crown»; 29 мая 2014)
3. The Eye of Andromeda

### Серия: Блистательный Двор
1. Блистательный Двор («The Glittering Court»; 5 апреля 2016)
2. Сокровище полуночи («Midnight Jewel»; 27 июня 2017)
3. Изумрудное море («The Emerald Sea»; 26 июня 2018)

### Вне серий
1. Бессмертные (др. название «Голубая луна»[6]; август 2008)
2. По закону любви[3]
3. Поцелуи из ада. Солнечный свет(«Kisses From Hell. Sunshine»; 24 августа 2010)
4. Возвращение домой(«Homecoming»; август 2012)
5. Безмолвная («Soundless»; 17 ноября 2015).